# Чорна Олександра Іванівна
Олександра Іванівна Чорна (1940 — ?) — українська радянська діячка, старший бригадир овочівницької бригади радгоспу «Берестовий» Костянтинівського району Донецької області. Депутат Верховної Ради УРСР 9—10-го скликань у 1975 — жовтні 1980 р.

## Біографія
Освіта середня спеціальна.
У 1959—1964 роках — колгоспниця колгоспу імені Артема Амвросіївського району Сталінської (Донецької) області.
З 1964 року — робітниця, бригадир овочівницької бригади радгоспу «Берестовий» Костянтинівського району; диспетчер автомобільного гаража Костянтинівського заводу «Вторчормет» Донецької області.
З 1969 року — бригадир, з 1977 року — старший бригадир овочівницької бригади радгоспу «Берестовий» імені 50-річчя Великого Жовтня Костянтинівського району Донецької області.
Член КПРС з 1976 року.

## Нагороди
- ордени
- медалі